# Зара (певачица)
Зарифа Пашајевна Мгојан, позната као Зара (рус. Зарифа́ Паша́евна Мгоя́н; 26. јул 1983, Лењинград) руска је певачица и глумица. Њени родитељи су пореклом Језиди из Гјумрија у Јерменији. Одрастала је у Отрадноју и Санкт Петербургу. Након проучавања језидизма прелази у православље. Удала се за Сергеја Владимировича Матвијенка, сина политичарке Валентине Матвијенко, 30. априла 2004. године. Развели су се годину дана касније. Наступила је за руску армију у Сирији 2016. године.